# Grand Hambourg
 (janvier 2015).
Si vous disposez d'ouvrages ou d'articles de référence ou si vous connaissez des sites web de qualité traitant du thème abordé ici, merci de compléter l'article en donnant les références utiles à sa vérifiabilité et en les liant à la section « Notes et références ».
Le Grand Hambourg (en allemand : Groß-Hamburg) est le nom donné à la ville hanséatique de Hambourg (Hansestadt Hamburg) agrandie par la loi du 26 janvier 1937.

## Territoires acquis
Par l'article 1er de la loi précitée, le Land de Prusse cède à celui de Hambourg :
- Du district de Schleswig :
  - Le cercle urbain d'Altona ;
  - Le cercle urbain de Wandseck ;
  - Les communes de Bergstedt, Billstedt, Bramfeld, Duvennstedt, Hummelsbüttel, Lemsahl-Mellingstedt, Lohbrügge, Poppenbüttel, Rahlstedt, Sasel, Steilshoop et Wellingsbüttel, du cercle de Stormarn
  - Une partie de la commune de Börnsen, du cercle du duché de Lauenbourg ;
  - La commune de Lokstedt, du cercle de Pinneberg ;
- Du district de Lunebourg :
  - Le cercle urbain de Harburg-Wilhelmsburg ;
  - Les communes d'Altenwerder, Finkenwerder, Fischbeck, Frankop, Gut Moor, Kirchwerder, Langenbeck, Marmstorf, Neuenfelde, Neugraben, Neuland, Rönneburg et Sinstorf ainsi qu'une partie de la commune d'Over, du cercle de Harbourg ;
- Du district de Stade :
  - La commune de Cranz.

## Territoires cédés
Le Land de Hambourg cède à celui de Prusse :
- La ville de Geesthacht ;
- Les communes de Gros Hansdorf et Schmalenbeck ;
- La ville de Cuxhaven et les communes de Berensch et Arensch, Gubendorf, Holte (de) et Spangen (de), Oxstedt et Sahlenburg.